# Tilletiales
Tilletiales är en ordning av svampar. Enligt Catalogue of Life ingår Tilletiales i klassen Exobasidiomycetes, divisionen basidiesvampar och riket svampar, men enligt Dyntaxa är tillhörigheten istället klassen Tremellomycetes, divisionen basidiesvampar och riket svampar.
|             | Doassansiales                  |
|             |                                |
|             | Microstromatales               |
|             |                                |
|             | Exobasidiales                  |
|             |                                |
|             | Ceraceosorales                 |
|             |                                |
|             | Georgefischeriales             |
|             |                                |
|             | Entylomatales                  |
|             |                                |
| Tilletiales | \| \| Tilletiaceae \| \| \| \| |
|             | \| \| Tilletiaceae \| \| \| \| |
|             | Tilletiopsis                   |
|             |                                |
|             | Meira                          |
|             |                                |
|             | Acaromyces                     |
|             |                                |
|             | Tilletiaceae                   |
|             |                                |

|  | Tilletiaceae |
|  |              |

## Källor

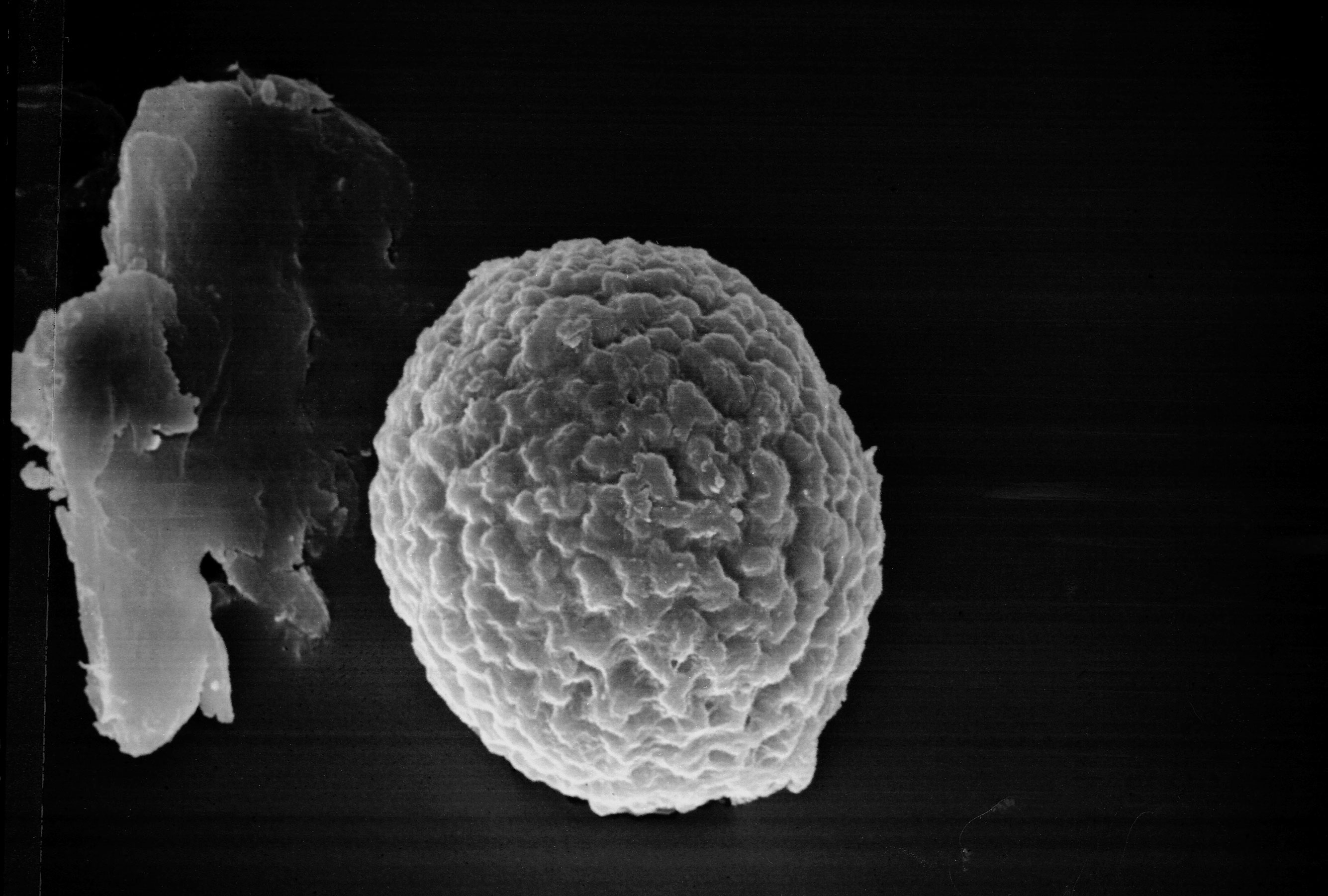
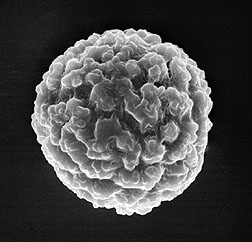
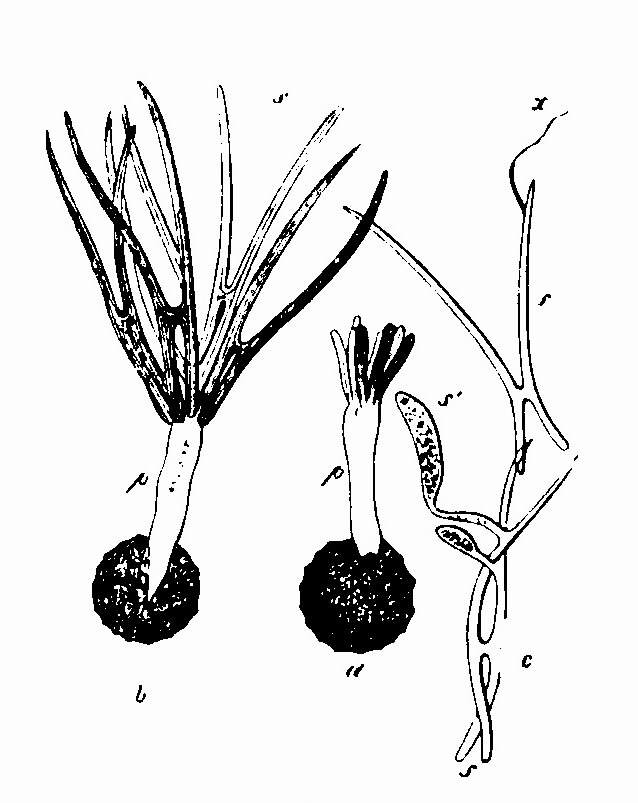
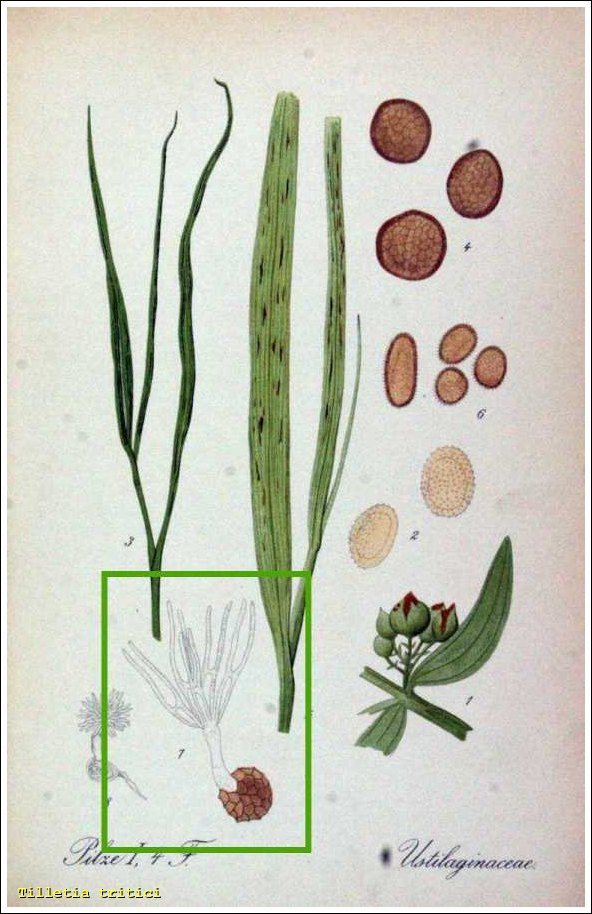